# Parnidis-Düne
Die Parnidis-Düne (deutsch auch Hohe Düne, Parniddener Düne oder Große Düne, litauisch Parnidžio kopa) auf der Kurischen Nehrung bei Nida (Litauen) ist eine der höchsten Wanderdünen Europas.

## Geographie

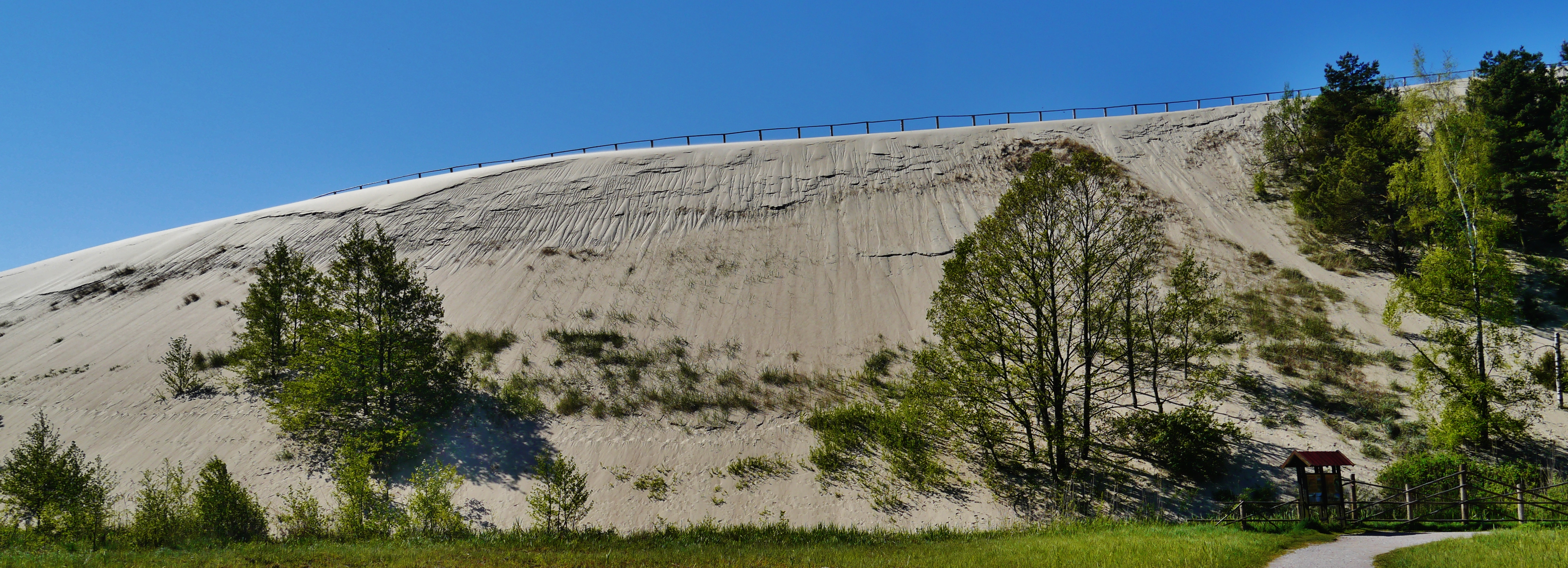
Parnidis-Düne

Die Parnidis-Düne befindet sich auf der Kurischen Nehrung etwa 1 km südwestlich der litauischen Ortschaft Nida und rund 1,5 km nördlich der Grenze zu Russland. Ihre östlichen Hänge fallen direkt ins Kurische Haff ab. Die Düne hat heute eine Höhe von etwa 52 Meter über dem Meeresspiegel. Nach manchen Quellen soll sie sogar über 60 Meter hoch sein, wohingegen sie laut SRTM-Daten nur noch auf 44 Meter über dem Meeresspiegel an ihrer höchsten Stelle kommt. Damit ist sie eine der größten Wanderdünen Europas. Sie war die zweithöchste nach der Dune du Pilat in Frankreich und ist es in Abhängigkeit von der heutigen tatsächlichen Höhe unter Umständen immer noch. Die Parnidis-Düne hat aufgrund von Erosionsfortschritt und menschlichen Einflüssen (unerlaubtes Klettern an den steilen Hängen) alleine zwischen 1984 und 2004 etwa 15 Meter an Höhe verloren. Sie verliert trotz diverser Maßnahmen weiterhin jährlich an Höhe.

## Tourismus

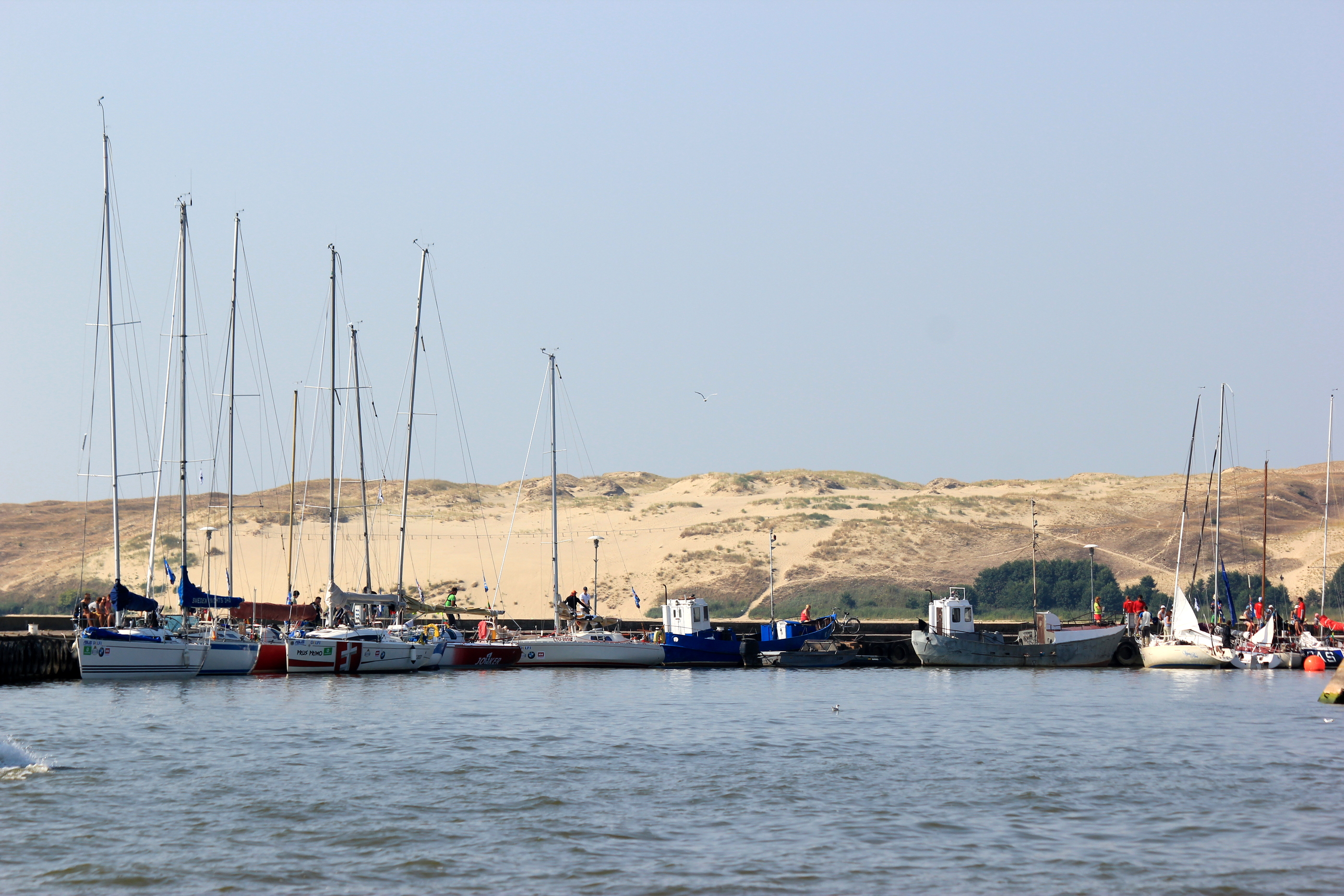
Parnidis-Düne mit dem Hafen Nida

Die Parnidis-Düne ist ein beliebtes Ausflugsziel von Touristen. Sie befindet sich im litauischen Nationalpark Kurische Nehrung. An ihrer höchsten Stelle wurde eine Aussichtsplattform gebaut, von der man sowohl die Ostsee als auch das Kurische Haff einsehen kann. Im Jahr 1995 wurde eine Sonnenuhr mit einer 13,8 m hohen Steinsäule gebaut. Es führen außerdem mehrere Fußwege auf und über die Düne, sowie eine schmale Fahrstraße, die in rund 250 m Entfernung von der höchsten Stelle auf einem kleinen Parkplatz endet. Das Verlassen der vorgesehenen Fußwege und das Klettern an Hängen der Düne ist bei Strafe verboten. So will man das fortschreitende Abrutschen des Sandes verringern. Jeder Besucher, der sich an den Hängen abseits von befestigten Wegen bewegt, soll wissenschaftlichen Berechnungen zufolge mehrere Tonnen Sand in Bewegung setzen.

## Name
Der deutsche Namen Parnidis-Düne ist die direkte Übersetzung des litauischen Namens Parnidžio kopa (Parnidis ist der Nominativ von Parnidžio (Genitiv)), wobei der erste Namensteil als Eigenname unverändert bleibt. 
Im Deutschen, jahrhundertelang vorherrschende Sprache der Region, ist auch der Name Parniddener Düne üblich. Häufig gebräuchlich ist auch die Bezeichnung Hohe Düne. Seltener wird sie Große Düne genannt.
Die Bezeichnung Parnidis leitet sich nach Ansicht der lokalen Bevölkerung von litauisch „perėjusi per Nidą“, zu deutsch „über Nida gekommen“, ab. Wegen der wandernden Düne musste die Ortschaft Nida im Laufe der Jahrhunderte nämlich mehrere Male aufgegeben und an neuer Stelle wiederaufgebaut werden.